# Rosa María Maggi
Rosa María Maggi Ducommun (14 de septiembre de 1946) es una abogada chilena. Fue Ministra de la Corte Suprema de Chile entre 2009 y 2021.

## Biografía
Estudió derecho en la Escuela de Derecho de la Universidad de Chile, obteniendo el título de abogada en 1972.

### Carrera judicial
En noviembre de 1972 comenzó a trabajar como oficial tercero de la Corte Suprema de Chile. Posteriormente se desempeñó como secretaria del Sexto Juzgado Civil de Santiago y como secretaria y luego jueza del Décimo Tercer Juzgado Civil de Santiago. En 1995 fue nombrada ministra de la Corte de Apelaciones de Rancagua -de la que llegó a ser presidenta- y en 2001 ministra de la Corte de Apelaciones de Santiago. Juró como ministra de la Corte Suprema en 2009, integrando la primera y la cuarta sala de aquel tribunal, y fue la primera encargada de asuntos de género de dicho organismo. Permaneció como ministra de la Corte Suprema hasta septiembre de 2021, cuando cumplió 75 años, el límite de edad legal del cargo.